# 安波茶
安波茶（あはちゃ）は、沖縄県浦添市の町名。安波茶一丁目・安波茶二丁目・安波茶三丁目が設置されている。郵便番号は901-2114。

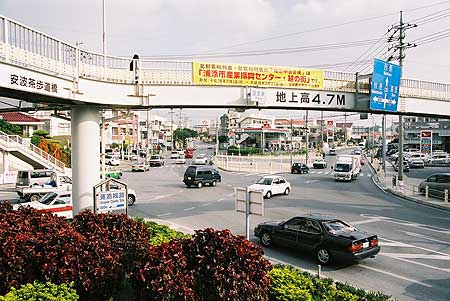
安波茶交差点

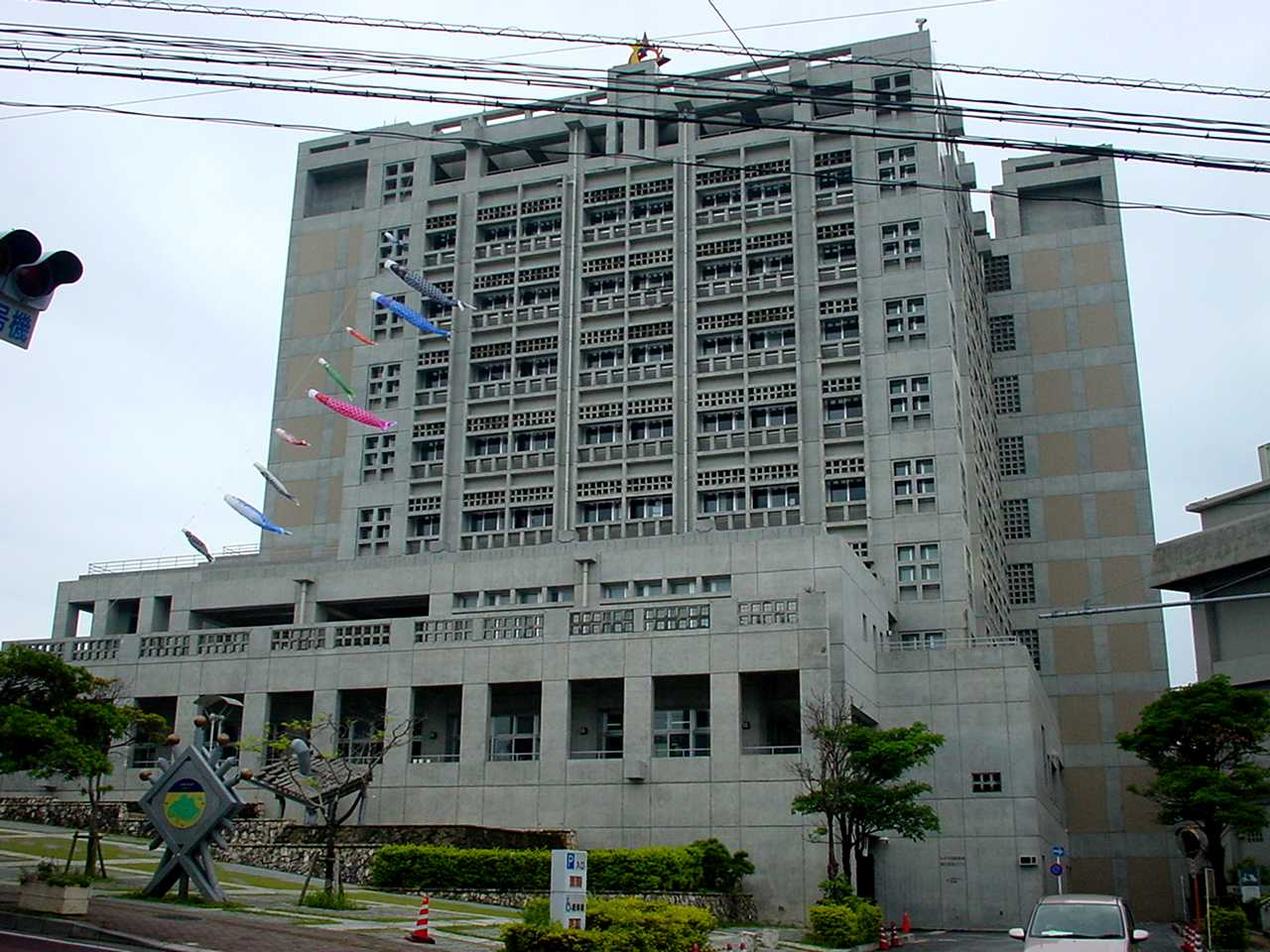
浦添市役所

## 地理
市の中心部に位置する。大平・仲間・経塚と隣接する。市役所があり、市の行政の中心地である。

## 歴史
- 1998年11月30日　住居表示実施（安波茶一丁目、二丁目、三丁目設置）。

## 人口・世帯数
- 男：707人
- 女：725人
- 計：1432人
- 世帯数：558世帯

2008年1月31日現在

## 施設

### 安波茶一丁目
- 浦添市役所
- 浦添市水道局
- 浦添市中央公民館
- 老人福祉センター
- 母子寮
- 浦添市福祉プラザ
- 浦添市立大平保育所
- パンダ保育園

### 安波茶二丁目
- 浦添市立図書館
- ハーモニーセンター
- 琉球銀行安波茶支店

### 安波茶三丁目
- 沖縄県農業協同組合（JAおきなわ）浦添支店

## 名所
- 安波茶橋
- 石畳道
- 安波茶樋川

## 自治会
- 安波茶自治会
- 大平自治会
- 浦添ニュータウン

## 交通

### 道路
- 国道330号
- 沖縄県道38号浦添西原線
- 沖縄県道153号線

### バス
以下のバス停が存在。
- 安波茶バス停
- 浦添市役所前バス停
- 美術館前バス停

上記のバス停に停車する路線。
- 55番・牧港線　（琉球バス交通）
- 56番・浦添線　（琉球バス交通）
- 91番・城間（南風原）線　（東陽バス）
- 191番・城間（一日橋）線　（東陽バス）